# Cernîși, Kaniv
Cernîși (în ucraineană Черниші) este o comună în raionul Kaniv, regiunea Cerkasî, Ucraina, formată numai din satul de reședință.

## Demografie
Componența lingvistică a comunei Cernîși
     Ucraineană (94,74%)
     Rusă (5,26%)
Conform recensământului din 2001, majoritatea populației comunei Cernîși era vorbitoare de ucraineană (94,74%), existând în minoritate și vorbitori de rusă (5,26%).